# Gigantoceras apicibrunnea
Gigantoceras apicibrunnea is een vlinder uit de familie visstaartjes (Nolidae). De wetenschappelijke naam van deze soort is voor het eerst geldig gepubliceerd in 1974 door Laporte.
De soort komt voor in tropisch Afrika.